# Kelly Trump
Kelly Trump (Bottrop, Alemania, 27 de agosto de 1970) es una actriz pornográfica alemana.